# صوابی، پاکستان

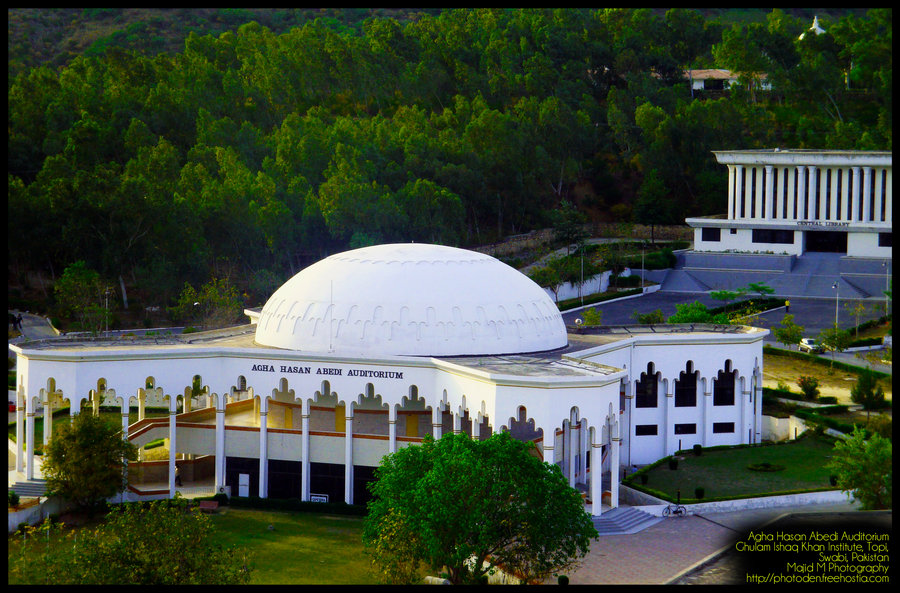
نمایی از دانشگاه علوم مهندسی «غلام اسحاق خان» در شهر صوابی، پاکستان - ۲۰۱۶

صوابی (به اردو: صوابی) شهری در ایالت مرزی شمال غربی کشور پاکستان است که در سرشماری سال ۲۰۰۶ میلادی، ۱۰۰٫۰۶۰ نفر جمعیت داشته است.